# Alex Gilbert
Alex Gilbert (Luxemburg-Stad, 1954) is een Luxemburgs beeldhouwer en keramist.

## Leven en werk
Alex Gilbert bezocht de École des Arts et Métiers in Luxemburg-Stad en behaalde zijn master in keramiek aan het Istituto Statale d'Arte (ISA) in Urbino. Hij werd docent keramiek en beeldhouwen (1980-1988) aan het Lycée technique du Centre (LTC) en het Centre HMC en opende zijn eigen keramiekstudio. In 1984 startte hij met het maken van keramische vogels, Péckvillchen in het Luxemburgs, die van oudsher rond Pasen op de markt werden verkocht. Gilbert sloot zich aan bij de kunstenaarsvereniging Cercle Artistique de Luxembourg (CAL), waar hij vanaf 1984 geregeld deelnam aan de jaarlijkse salons. Hij exposeert in binnen- en buitenland.
Gilbert maakte in opdracht van de Luxemburgse regering het gietijzeren beeld Naissance de la terre (1985-1987), dat bij het LTC in Limpertsberg is geplaatst. In die periode begon hij ook met het maken van kinetische sculpturen, die worden aangedreven door kleine motoren. Later pakte hij het maken van keramische beelden weer op, waarbij hij wordt geïnspireerd door de mens.

## Onderscheidingen
- 1979: Prix ISA, Urbino
- 1985: Prix Faenza
- 1990: Prix de Suisse op het Europees concours van kunst en letteren in Grasse